# Krystyna Pyszková
Krystyna Pyszková (ur. 19 stycznia 1999 w Trzyńcu) – czeska modelka i działaczka społeczna, Miss World 2023.

## Życiorys
Krystyna Pyszková urodziła się w Trzyńcu. Studiowała prawo na Uniwersytecie Karola w Pradze i zarządzanie w Innsbrucku. Uczęszczała także do akademii sztuk pięknych.
Założyła Krystyna Pyszko Foundation i pracowała w Tanzanii jako wolontariuszka Sonta Foundation.
7 maja 2022 Pyszková została Miss Czech Republic. W 2024 roku wygrała konkurs Miss World 2023, stając się drugą po Taťánie Kuchařovej Miss World pochodzącą z Czech.
Pyszková zna m.in. język słowacki, angielski, niemiecki i polski.